# Franz Christoph Braun
Franz Christoph Braun (* 13. November 1766 in Kreuznach; † 9. Juni 1833 in Oppenheim) war Pfarrer der Reformierten Kirche, rheinhessischer Politiker und Abgeordneter der 2. Kammer der Landstände des Großherzogtums Hessen.

## Familie
Franz Christoph Braun war der Sohn des Präzeptoren und Organisten Heinrich Christian (auch: Christoph) Braun und dessen Frau Maria Jakobina geborene Sauermann. Er war mit Philippina Jakobina geborene Petry verheiratet. Sohn Wilhelm studierte ab 1818 Theologie an der Universität Gießen. Er war später Pfarrer zu Nieder-Florstadt.

## Ausbildung und Beruf
Franz Christoph Braun studierte ab 1785 in Halle, Jena und Heidelberg Theologie, war 1789 bis 1790 als Vikar in Seckenheim eingesetzt und war 1790 bis 1797 zweiter und 1797 bis 1824 erster reformierter Pfarrer und „geistlicher Inspector“ in Oppenheim und dem benachbarten Dienheim-Ludwigshöhe. Nach der Kirchenvereinigung war er 1824 bis 1833 am gleichen Ort evangelischer Pfarrer.

## Schriften
- Ferdinand und Elise, oder Rückkehr von der Schwärmerei zur Vernunft. Ein Schauspiel in 4 Aufzügen. F. L. Pfähler, Heidelberg 1789. „Sr. Gnaden / dem Hochwohlgebornen Reichsfreyherrn / Johann Christian v. Frank / meinem Gnädigen Gönner und Freund / widmet dies Hochachtungsvoll / der Verfasser.“
- Marianne von Lindheim, oder Weibergröße und Männerschwäche. Ein Schauspiel in 1 Aufzug. Löffler, Mannheim 1789.
- Die schöne Esche bei Babenhausen oder Bürgerfreude und Bürgerglück zu der Feier des Hessischen Friedens mit der Republik Frankreich. Ein Familiengemälde in 5 Aufzügen. Behrens, Frankfurt am Main 1795.[5]
- Friedrich der Siegreiche, Kurfürst von der Pfalz, der Marc Aurel des Mittelalters, treu nach der Geschichte bearbeitet. 2 Bände. Leipzig 1796.[6][7]
- Historische Uebersicht der vielfachen Unfälle, welche die Gemeinde Rudelsheim (Provinz Rheinhessen) durch Eisgänge und Ueberschwemmungen erlitten hat, weshalb Sr. K. Hoheit der Großherzog von Hessen und bei Rhein etc. dieser Gemeinde die Verlegung in die bergige Gegend ihrer Gemarkung zu genehmigen allergnädigst geruhten. Bitte an edle Menschenfreunde etc. Mainz 1820.
- Rechenschaft des Wohlthätigkeits-Ausschusses für die unglückliche Gemeinde Rudelsheim über die bisherigen Arbeiten wegen der Verlegung des Dorfes auf die höheren Gemarktheile unter dem Namen Ludwigshöhe, unter Anfügung der lithogr. Bauplans; nebst einer kurzen Nachricht über die Festlichkeiten, welche bei Legung des Grundstein‘s am 25. Aug. d. J. statt fanden. Mainz 1822.

## Politik
In der 1. und 2. Wahlperiode (1820–1824) war Franz Christoph Braun Abgeordneter der zweiten Kammer der Landstände des Großherzogtums Hessen. In den Landständen vertrat er den Wahlbezirk Rheinhessen 6/Oppenheim. Unter anderem stellte er auf dem Landtag zu Darmstadt 1821 einen Antrag, den Altrhein im Canton Bechtheim zugunsten von Gewinnung von Wiesenland auszutrocknen.

## Werke
- Die schöne Eiche bei Babenhaussen oder Bürgerfreude und Bürgerglück zu der Feier des Hessischen Friedens mit der Republik Frankreich : Ein Familiengemälde in 2 Aufzügen. Frankfurt : Behrens 1802 Digitalisat der Tschechischen Nationalbibliothek

- Rechenschaft des Wohlthätigkeits-Ausschusses für die unglückliche Gemeinde Rudelsheim. Mainz: Zabern 1822 Digitalisat Bayerische Staatsbibliothek